# Ингвиомер
Ингвиомер (Inguiomer, лат.: Inguiomerus; понемчено: също и Ingomar) е през началото на 1 век е могъщ княз на херуските.
Брат е на Сегимер (бащата на Арминий). През 15 г. той идва на помощ на племенника си в борбата му против Германик. Не се подчинява на изчакващата тактика на Арминий и загубва битка против горногерманската войска на главнокомандващ Цецина при обратния поход през блатистите местности. Ингвиомер e ранен. Цецина получава за успехите си там през 15 г. триумф. Следващата година няма също успех и вероятно от завист към племенника си отива при Марбод.